# Mallin
Mallin is een Ortsteil van de stad Penzlin in de Duitse deelstaat Mecklenburg-Voor-Pommeren. Tot 1 januari 2012 was Mallin een zelfstandige gemeente.

## Galerij

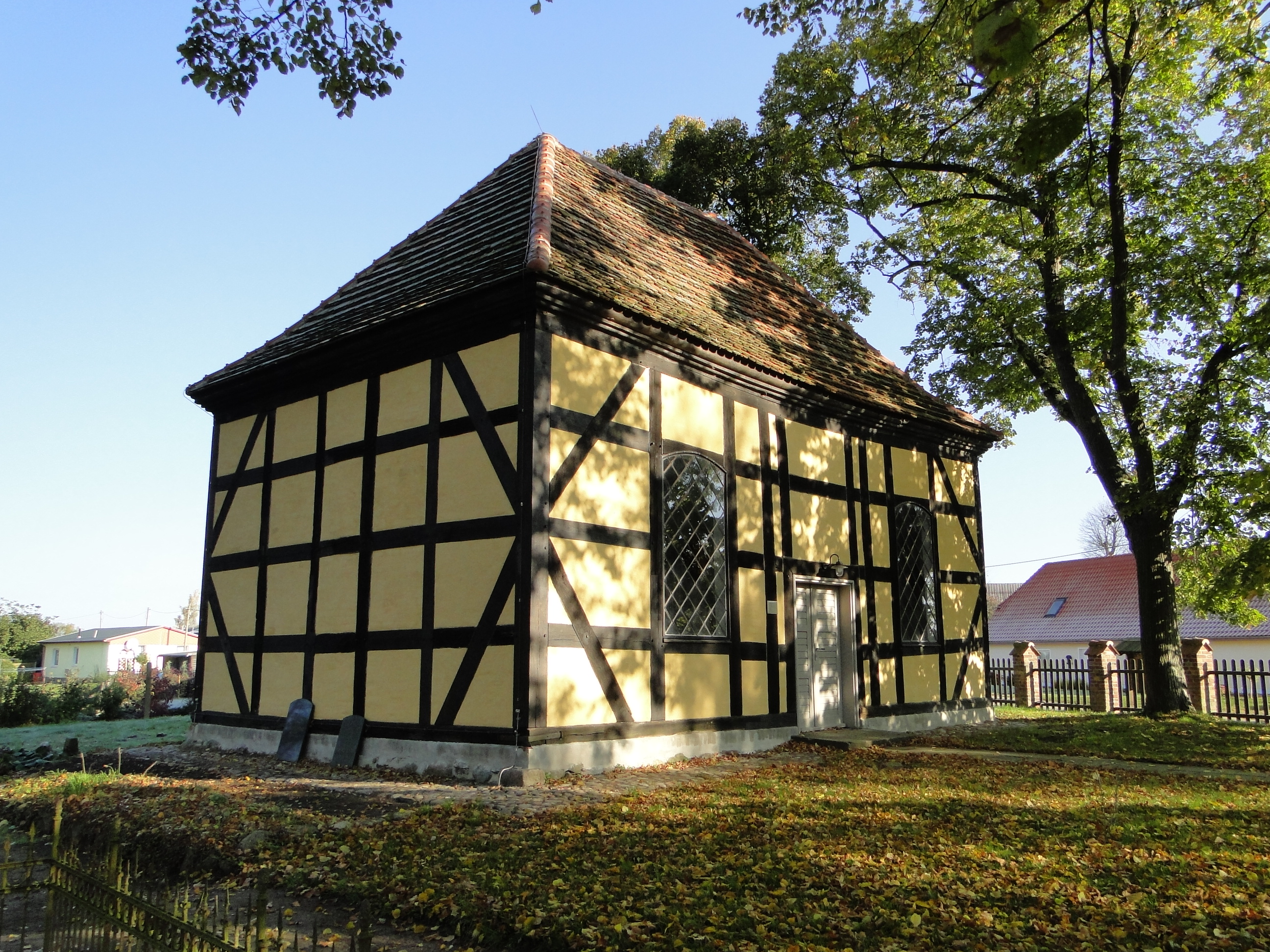
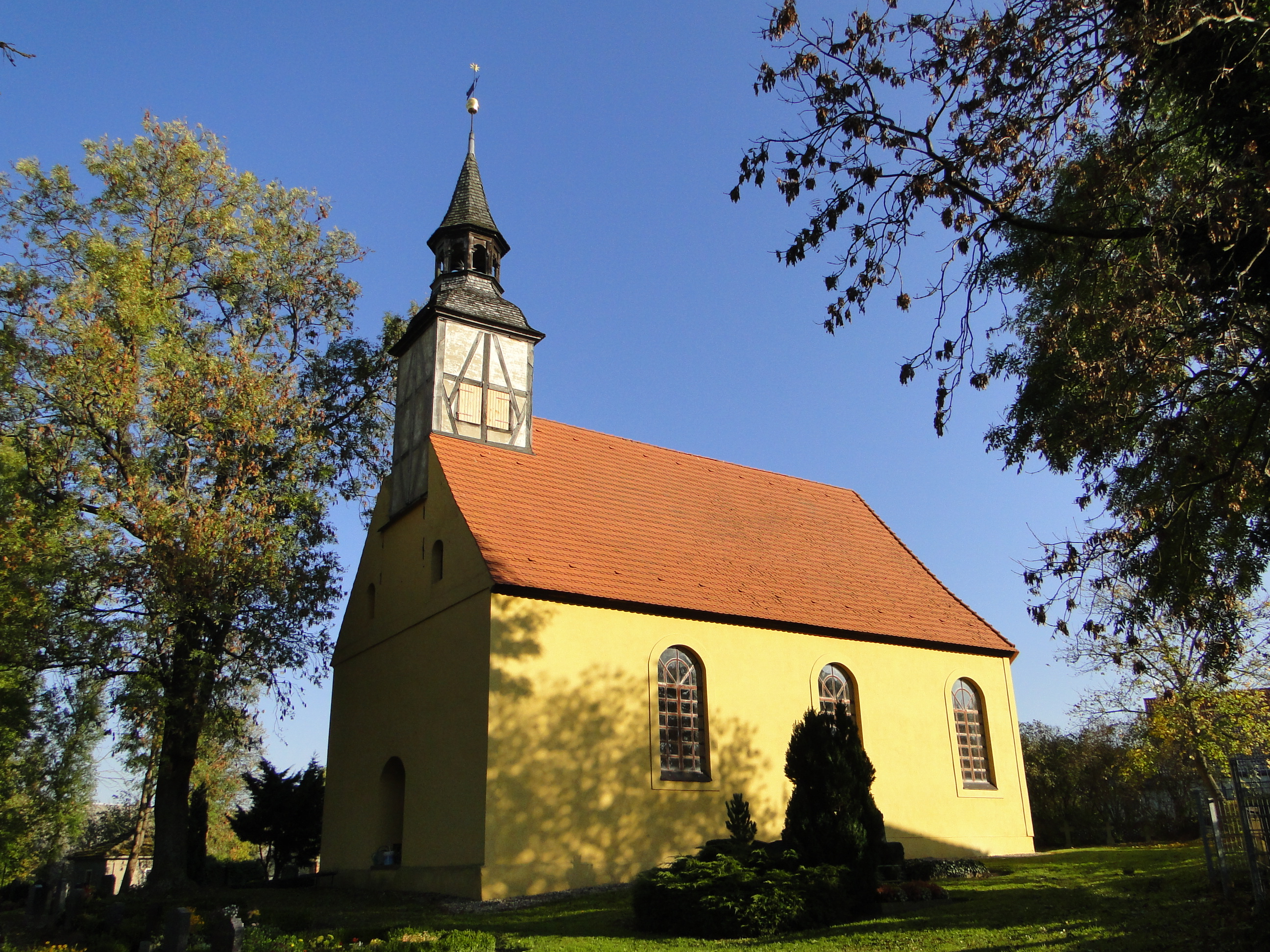
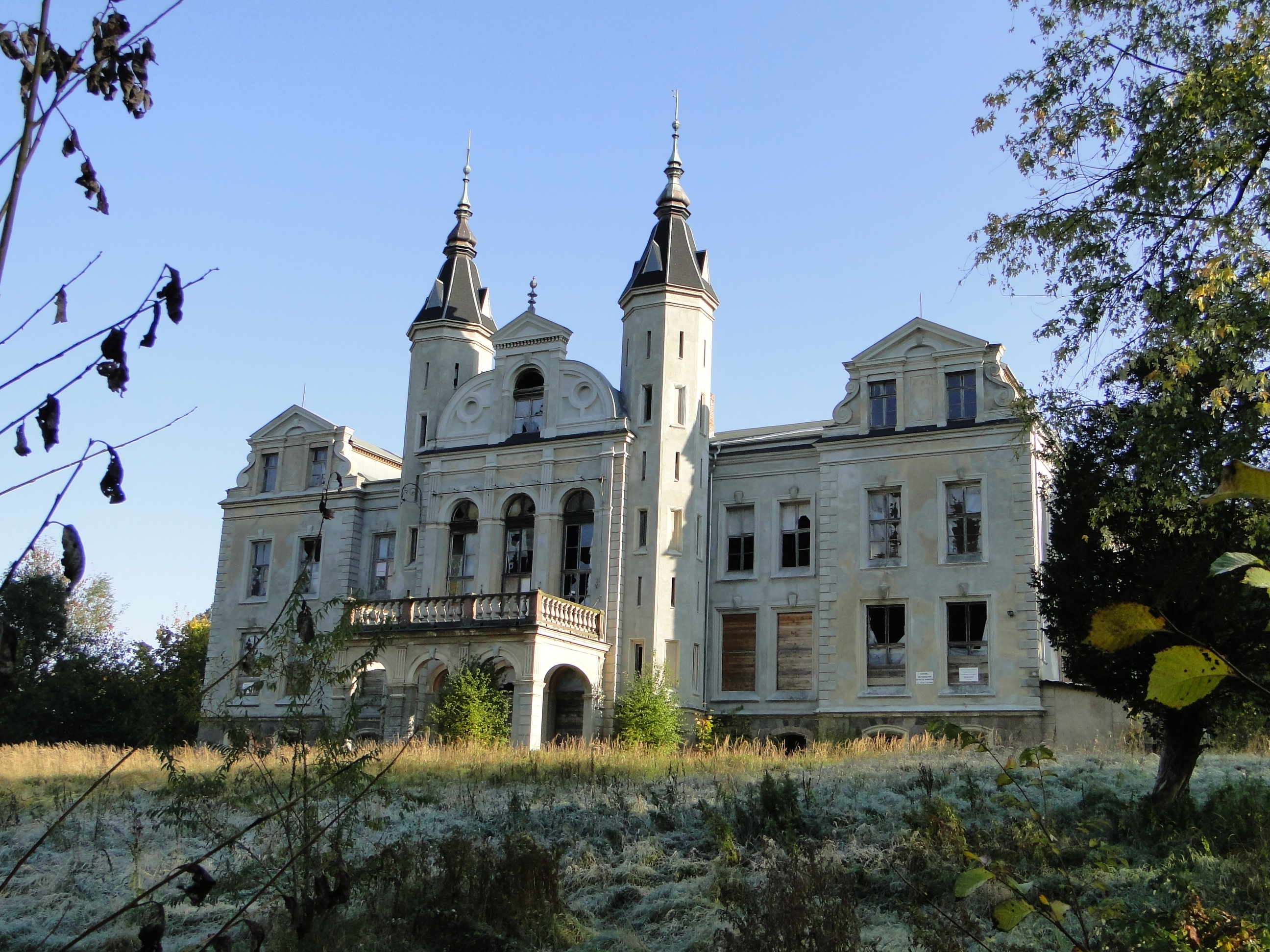